# Rosalind Franklin
Pour les articles homonymes, voir Franklin.
Rosalind Franklin est une physicochimiste britannique, née le 25 juillet 1920 à Londres et morte le 16 avril 1958 à Chelsea. Pionnière de la biologie moléculaire, elle formule la première, dans un rapport non publié, la structure hélicoïdale de l'acide désoxyribonucléique (ADN), découverte spoliée par James Dewey Watson, Francis Crick et Maurice Wilkins qui accèdent à son travail. Elle joue également un rôle majeur dans la découverte du virus de la mosaïque du tabac.

## Biographie
Rosalind Elsie Franklin est née dans une famille juive britannique établie, fille d'Arthur Ellis Franklin, marchand londonien, et de Muriel Frances Waley. Rosalind est la  deuxième enfant d'une fratrie de cinq enfants.
Elle fait ses études secondaires à la St Paul's Girls' School, puis s'inscrit au Newnham College où elle passe la deuxième partie des tripos de chimie en 1941. Durant la Seconde Guerre mondiale, elle poursuit des recherches sur le charbon auprès de la British Coal Utilisation Research Association (en) (BCURA) à partir de 1942, tout en exerçant les fonctions de garde ARP à Londres. Elle obtient son doctorat en physique-chimie à Cambridge en 1945 en étudiant la porosité de structures de carbone. En 1947, elle obtient un poste de chercheuse au CNRS en France et poursuit ses recherches au Laboratoire central des services chimiques de l'État, où elle utilise les techniques de diffractométrie de rayons X,, pour déterminer les structures amorphes du carbone.

### King's College et l'ADN
En 1950, John Randall lui propose de créer un laboratoire de diffraction des rayons X pour étudier la structure de l'ADN au King's College de Londres. Elle  prend ses fonctions en janvier 1951 et travaille avec le physicien Maurice Wilkins. En contrôlant précisément l'humidité des échantillons, elle parvient à distinguer la forme B de la forme A de l'ADN, plus rare mais souvent présente dans les échantillons déshydratés les plus souvent observés. L'évolution de la structure de l'ADN avec l'humidité lui permet de réfuter les premiers modèles d'ADN établis par Maurice Wilkins, par James Dewey Watson, qui travaille également sur la structure de l’ADN à l’université de Cambridge, et par Linus Pauling de manière indépendante, qui considéraient que les groupements phosphates devaient se trouver au cœur de la molécule,,.
Les clichés d'ADN obtenus par diffraction des rayons X de Rosalind Franklin et de son élève Raymond Gosling, notamment le cliché 51, ont été déterminants dans la découverte de la structure à double hélice de l'ADN, publiée par James Dewey Watson et Francis Crick en 1953 dans Nature,. Franklin, en mauvais termes avec Wilkins qui avait cru voir en elle une assistante, refusait depuis longtemps de lui communiquer le résultat de ses travaux. Toutefois, en mars 1953, ayant décidé de quitter le King's College, elle autorise Gosling à montrer le cliché 51 à Wilkins. D'autre part, son supérieur[Qui ?] avait demandé que les résultats de ses travaux restent au King's College. Wilkins en donne connaissance à l'insu de Franklin à Watson et Crick, qui ont eu aussi accès à un rapport d'évaluation du département,. Lorsqu'elle apprend que Watson et Crick d'une part et Wilkins d'autre part, vont publier dans Nature des articles sur la structure de l'ADN, Rosalind Franklin exige que l'un de ses articles, faisant état de la structure soit hélicoïdale, soit en forme de tire-bouchon de l'ADN, soit publié dans le même numéro.
Le 25 avril 1953, Nature publie donc les trois articles. Celui de Watson et Crick se contente d'indiquer qu'ils ont été « stimulés par une connaissance de la nature générale des résultats expérimentaux et des idées non publiées du Dr M.H.E Wilkins, du Dr R.E. Franklin et de leurs collaborateurs au King's College, Londres », et ils affirment dans le corps de l'article n'avoir pas eu connaissance des résultats présentés dans les deux autres articles de Nature qui confirment la structure hélicoïdale qu'ils proposent. Toutefois, Watson admettra par la suite dans The  Double Helix que la connaissance de ces données était indispensable pour trouver la solution et que personne, à King's College, n'avait réalisé que ces données étaient en leur possession. Les trois articles parus dans Nature sont complémentaires, mais c'est celui de Watson et Crick qui est le plus mis en avant.

### Birkbeck College
Du fait des mésententes avec ses collègues du King's College, elle quitte cette institution en mars 1953, pour rejoindre le Birkbeck College dans le département de John Desmond Bernal. Elle y utilise la technique de la cristallographie sur les virus, et permet la découverte de la structure du virus de la mosaïque du tabac avec Aaron Klug. Elle entame de nombreuses collaborations avec des laboratoires aux États-Unis qui permettront d'entreprendre des travaux sur le virus de la poliomyélite.

### Après sa mort
Elle meurt prématurément en 1958 d'un cancer de l'ovaire, probablement lié à l’exposition aux radiations lors de ses recherches,, sans savoir que les résultats qui vaudront à Watson et Crick le prix Nobel s'appuient sur ses travaux, dérobés à son insu.

#### Prix Nobel
En 1962, Rosalind Franklin étant morte et alors que le prix Nobel peut encore être décerné à titre posthume, Watson, Crick et Wilkins obtiennent le prix Nobel de médecine pour cette découverte. Si Wilkins remercie Rosalind Franklin, ni Watson ni Crick ne la citent ni ne reconnaissent son rôle,.
Dix ans après la mort de Rosalind Franklin, Watson, dans son livre La Double Hélice (en), minimise le rôle de celle-ci et la décrit comme une personne acariâtre. La famille de Rosalind Franklin, ainsi que Francis Crick, Aaron Klug et Linus Pauling, s'élèvent contre la description du travail et de la personnalité que donne le livre. Watson finit par reconnaître, lors d’une interview en 2003, « que Rosalind Franklin aurait également mérité le prix Nobel ».

## Hommages et distinctions
En 2008, elle reçoit le prix Louisa-Gross-Horwitz à titre posthume.
Un prix Rosalind-Franklin est créé en 2003 par la Royal Society.
L'astromobile martien de l'Agence spatiale européenne, le rover ExoMars, baptisé Rosalind Franklin, doit initialement être lancé en 2022.
Son nom est donné à des promotions de diplômés :
- promotion 2005-2006 des docteurs[21] de l'université Pierre-et-Marie-Curie ;
- promotion 2019-2020 de PACES de la faculté de sciences médicales et pharmaceutique de Besançon ;
- promotion 2020-2021 des étudiants en médecine de la faculté de médecine de Tours ;
- promotion 2020-2023 de l'Institut national des sciences appliquées de Strasbourg[réf. nécessaire] ;
- promotion 2024-2025 des ingénieurs de l'CPE Lyon.

À Paris, le square Rosalind-Franklin lui rend hommage.
À Bruxelles, les cliniques universitaires Saint-Luc ont donné son nom à la tour des laboratoires.
À Paris, du 7 mai au 9 juin 2024, pièce de théâtre Les Fabuleuses, au  théâtre de la Reine Blanche à Paris, texte d'Élisabeth Bouchaud.
À Lyon, sur le campus de Gerland de l'université Claude-Bernard-Lyon-I, le bâtiment Rosalind Franklin accueille depuis 2023 des équipes du Centre international de recherche en infectiologie de Lyon (CIRI) et plusieurs plateaux techniques et l’IVPC (Infections virales et pathologie Comparée, INRAE).